# Democratici Cristiani (Svezia)
I Democratici Cristiani (in svedese: Kristdemokraterna) sono un partito politico attivo in Svezia dal 1964. È un partito di tendenza democristiana e conservatrice.
Leader del partito è stato, dal 1973 fino al 2004, Alf Svensson. Dal 2004 al 2015 è stato alla guida Göran Hägglund. Dal 2015 è leader Ebba Busch, dal 2022 anche Ministro per l'energia e l'impresa nonché Viceministro di Stato.
Il partito è membro del Partito Popolare Europeo.

## Storia
Il partito venne fondato nel 1964, ma entrò per la prima volta in parlamento solo nel 1985, grazie ad un accordo con i centristi.
Lewi Pethrus, fondatore del Movimento Pentecostale Svedese e del periodico Dagen, discusse, nel 1964, sulle colonne del giornale, della necessità di fondare un partito democratico-cristiano svedese, dopo che, nel 1963, il governo aveva deciso di eliminare l'insegnamento della religione dai sussidiari scolastici. La decisione del governo aveva, infatti, fatto nasce un movimento di opposizione che aveva raccolto oltre 2 milioni di persone. 

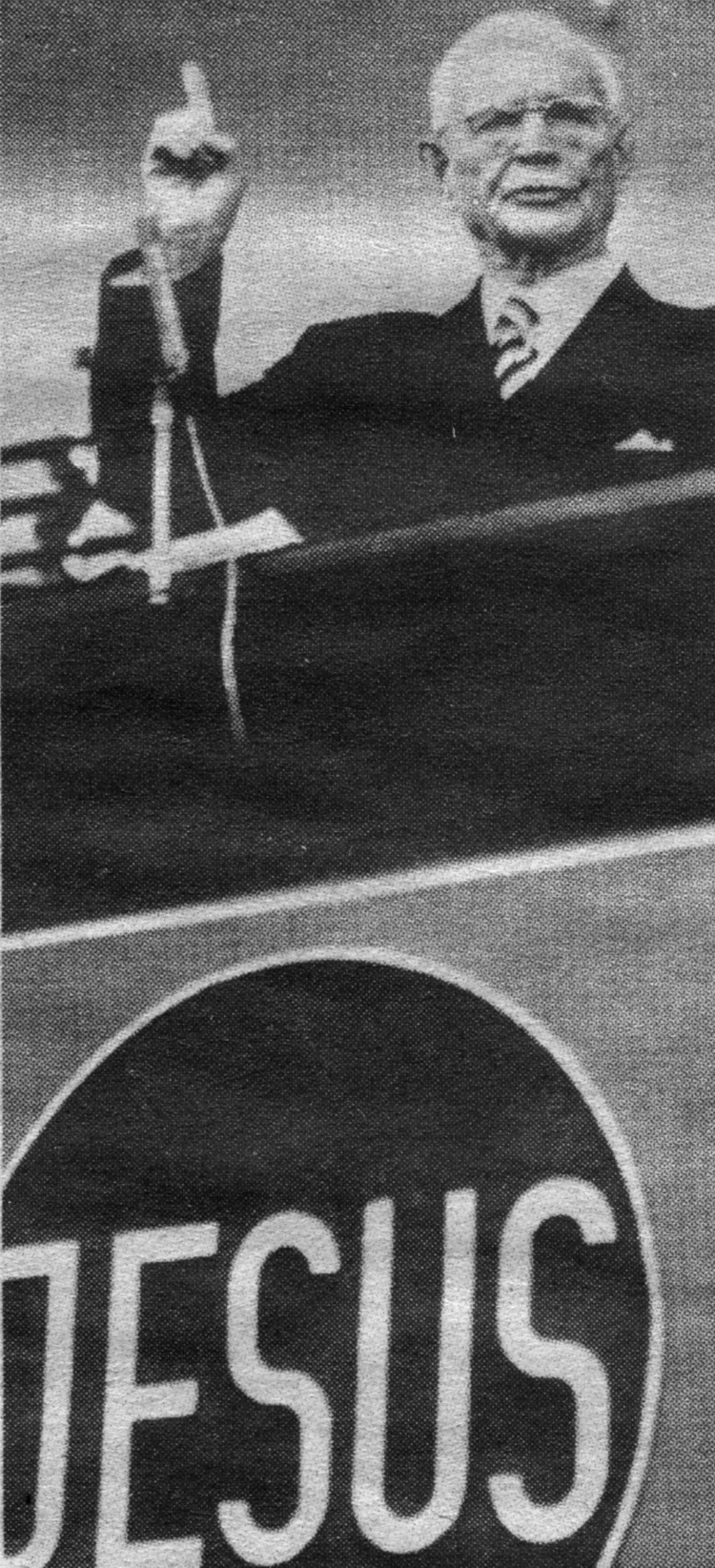
Lewi Pethrus

Nel marzo del 1964 venne fondata l'Unione Cristiano-Democratica (Kristen Demokratisk Samling, KDS), che non era un vero e proprio partito. Alle politiche del 1964 il partito ottenne appena l'1,8% e nessun deputato, ma nel 1966, alle elezioni municipali, riuscì a conquistare 354 seggi.
Alle elezioni del 1968, 1972, 1976, il partito ottenne un consenso sostanzialmente identico a quello precedente e non riuscì mai ad ottenere seggi a causa dello sbarramento al 4%.
Il partito in questi anni andò caratterizzandosi per una marcata attenzioni ai diritti della famiglia e alla tutela ambientale, ribadendo di non riconoscersi nei tradizionali schieramenti destra/sinistra.
Sia nel 1978 che nel 1980, il KDS aveva progettato alleanze con i centristi, ma queste non erano andate a buon fine. Solo nel 1982 diedero vita ad una vera e propria alleanza che prese il nome di Centro. Tale alleanza, però fu incrinata dal fatto che i KDS fossero, nelle liste, candidati in posizioni poco eleggibili.
Nel 1987, il partito cambiò il nome in Partito Sociale Democratico Cristiano (Kristdemokratiska Samhällspartiet). L'alleanza con i centristi non si realizzò, ma il partito migliorò il proprio risultato giungendo il 2,8% dei voti. Ciò permise al partito una maggiore visibilità, tanto che alle elezioni del 1991 ottenne, grazie alla candidature di illustri indipendenti, il 7% dei voti ed entrò a far parte del governo di centro-destra, ottenendo i ministeri delle infrastrutture, delle comunicazioni e della cooperazione internazionale.
Nelle elezioni del 1994, il KS confermò il precedente risultato e nel 1996 cambiò il proprio nome in Democratici Cristiani. Nel 1998 il partito ha ottenuto il suo miglior risultato, l'11% dei voti.
Nel 2005 i Democratici Cristiani hanno con i loro 24.000 soci dimostrato di essere uno dei maggiori partiti svedesi. Per le elezioni politiche del 2006 aderirono all'Alleanza per la Svezia, composta dai partiti "non-socialisti", assieme al Partito Moderato, al Partito Popolare Liberale e al Partito di Centro. Il risultato delle elezioni non è stato, però, positivo per i KD. Il partito, nonostante la buona affermazione della coalizione, è passato dal 9,1% al 6,6%, e da 33 a 24 deputati.

## Ideologia
I Democratici Cristiani svedesi sono un partito a ispirazione democratico-cristiana. Pur ispirandosi alla tradizione del cristianesimo democratico, il partito va distinto però dalle omonime formazioni democristiane in altre parti d'Europa e Latinoamerica, legate alla dottrina sociale della Chiesa cattolica, essendo nato invece dall'iniziativa di esponenti pentecostali, che rappresentavano una corrente minoritaria all'interno dell'alveo del conservatorismo svedese.
Il partito sostiene la sanità pubblica, la sicurezza, le politiche familiari, quelle a sostegno degli anziani e volte all'integrazione; è a favore della monarchia in Svezia e di un'immigrazione flessibile ma regolamentata e controllata.
Il KD è stato storicamente social-conservatore; fino agli anni 2000 era contrario al matrimonio tra persone dello stesso sesso, come espresso nel 2007 con il suo voto in Parlamento. In tempi più recenti ha assunto posizioni più progressiste in materia, arrivando a dirsi a favore nel 2015 all'adozione da parte di coppie dello stesso sesso e con la presenza della leader Ebba Busch alla Parata del Pride di Stoccolma.

## Struttura

### Presidenti
| Immagine | Presidente            | Inizio mandato | Fine mandato   |
| -------- | --------------------- | -------------- | -------------- |
|          | Birger Ekstedt (1921) | 1964           | 5 luglio 1972  |
|          | Alf Svensson (1938)   | gennaio 1973   | 3 aprile 2004  |
|          | Göran Hägglund (1959) | 3 aprile 2004  | 25 aprile 2015 |
|          | Ebba Busch (1987)     | 25 aprile 2015 | in carica      |

### Vicepresidenti
- 1964-1968: Lewi Pethrus
- 1968–1979: Åke Gafvelin
- 1979–1982: Ernst Johansson
- 1982–1985: Maj-Lis Palo
- 1985–1993: Jan Erik Ågren
- 1993–2003: Inger Davidson
- 2003–2015: Maria Larsson
- Dal 2015: Jakob Forssmed

### Secondi vicepresidenti
- 1965–1976: Sven Enlund
- 1976–1979: Jona Eriksson
- 1979–1982: Maj-Lis Palo
- 1982–1987: Stig Nyman
- 1987–1989: Rose-Marie Frebran
- 1989–1990: Britt-Marie Laurell
- 1990–1993: Ingrid Näslund
- 1993–2003: Anders Andersson
- 2003–2004: Göran Hägglund
- 2004–2012: Mats Odell (Ministro delle comunicazioni 1991–1994)
- 2012–2015: David Lega (MEP dal 2019)
- 2015–2017: Emma Henriksson
- 2017–2019: Lars Adaktusson
- Dal 2019: Bengt Germundsson

### Segretari
- 1964–1972: Bertil Carlsson
- 1972–1978: Stig Nyman
- 1978–1985: Per Egon Johansson
- 1985–1989: Dan Ericsson
- 1989–1991: Inger Davidson (Ministro delle infrastrutture civili 1991–1994)
- 1991–1993: Lars Lindén (MP 2002–2008)
- 1994–2002: Sven Gunnar Persson (MP 2002–2008)
- 2002–2006: Urban Svensson
- 2006–2010: Lennart Sjögren
- 2010–2018: Acko Ankarberg
- 2018–2022: Peter Kullgren
- 2022–2023: Johan Ingerö

Dal 2023: Liza-Maria Norlin

## Nelle istituzioni

### Europarlamentari
- Holger Gustafsson (1995–1995, nominato dal Riksdag)
- Anders Wijkman (1999–2009)
- Lennart Sacrédeus (1999–2004)
- Alf Svensson (2009–2014)
- Lars Adaktusson (2014–2018)
- Anders Sellström (2018–2019)
- Sara Skyttedal (2019–2024, membro ITRE, membro EMPL, membro LIBE, presidente della delegazione per le relazioni con l'Iraq in Iraq)
- David Lega (2019–2024, membro AFET, sostituto CONT, membro del Comitato di cooperazione UE-Russia)
- Alice Teodorescu Måwe (dal 2024)

## Simboli

Dal 2017

## Risultati elettorali

### Elezioni legislative
| Anno | Voti    | %          | +/-     | Seggi    | +/-     | Status            |
| ---- | ------- | ---------- | ------- | -------- | ------- | ----------------- |
| 1964 | 75 389  | 1,8 (6.º)  |         | 0 / 233  |         | Extraparlamentare |
| 1968 | 72 377  | 1,5 (7.º)  | 0,3     | 0 / 233  | Stabile | Extraparlamentare |
| 1970 | 88 770  | 1,8 (6.º)  | 0,3     | 0 / 350  | Stabile | Extraparlamentare |
| 1973 | 90 388  | 1,8 (6.º)  | Stabile | 0 / 350  | Stabile | Extraparlamentare |
| 1976 | 73 844  | 1,4 (6.º)  | 0,4     | 0 / 349  | Stabile | Extraparlamentare |
| 1979 | 75 993  | 1,4 (6.º)  | Stabile | 0 / 349  | Stabile | Extraparlamentare |
| 1982 | 103 820 | 1,9 (6.º)  | 0,5     | 0 / 349  | Stabile | Extraparlamentare |
| 1985 | 131 548 | 2,4 (6.º)  | 0,5     | 1 / 349  | 1       | Opposizione       |
| 1988 | 158 182 | 2,9 (7.º)  | 0,5     | 0 / 349  | 1       | Extraparlamentare |
| 1991 | 390 351 | 7,1 (5.º)  | 4,2     | 26 / 349 | 26      | Governo           |
| 1994 | 225 974 | 4,1 (7.º)  | 3,0     | 15 / 349 | 11      | Opposizione       |
| 1998 | 619 046 | 11,8 (4.º) | 7,7     | 42 / 349 | 27      | Opposizione       |
| 2002 | 485 235 | 9,2 (4.º)  | 2,6     | 33 / 349 | 9       | Opposizione       |
| 2006 | 365 998 | 6,6 (5.º)  | 2,6     | 24 / 349 | 9       | Governo           |
| 2010 | 333 696 | 5,6 (8.º)  | 1,0     | 19 / 349 | 5       | Governo           |
| 2014 | 284 806 | 4,6 (8.º)  | 1,0     | 16 / 349 | 3       | Opposizione       |
| 2018 | 409 478 | 6,3 (6.º)  | 1,7     | 22 / 349 | 6       | Opposizione       |
| 2022 | 345 712 | 5,34 (6.º) | 0,96    | 19 / 349 | 3       | Governo           |

### Elezioni europee
| Anno | Voti    | %          | +/-  | Seggi         | +/-               |
| ---- | ------- | ---------- | ---- | ------------- | ----------------- |
| 1995 | 105 173 | 3,9 (7.º)  |      | 0 / 22        |                   |
| 1999 | 193 354 | 7,6 (6.º)  | 3,7  | 2 / 22        | 2                 |
| 2004 | 142 704 | 5,7 (8.º)  | 1,9  | 1 / 19        | 1                 |
| 2009 | 148 141 | 4,7 (8.º)  | 1,0  | 1 / 18 1 / 20 | Stabile · Stabile |
| 2014 | 220 574 | 5,9 (8.º)  | 1,2  | 1 / 20        | Stabile           |
| 2019 | 357 856 | 8,6 (6.º)  | 2,7  | 2 / 20        | 1                 |
| 2024 | 239 530 | 5,71 (7.°) | 2,89 | 1 / 21        | 1                 |